# Luigi D'Albertis
Luigi Maria D'Albertis (21. listopadu 1841 Janov – 2. září 1901 Sassari) byl italský přírodovědec, cestovatel a spisovatel, který podnikl jeden z prvních vědeckých výzkumů Nové Guiney.
Narodil se v zámožné podnikatelské rodině na janovském předměstí Voltri, cestovatelem a sběratelem byl i jeho bratranec Enrico Alberto d'Albertis. V mládí nedokončil církevní školu a zúčastnil se expedice tisíce. Velký vliv na něj měl Armand David. V letech 1871 až 1872 procestoval spolu s Odoardem Beccarim poloostrov Ptačí hlava, vylezl na jeho nejvyšší horu Arfak a objevil rajku černozobou (Drepanornis albertisi). Později pobýval na ostrově Yule. V letech 1875 až 1877 podnikl tři plavby proti proudu řeky Fly na lodích Ellengowan a Neva. Shromáždil množstvích cenných údajů o dosud neprobádaných územích, musel však čelit kritice za své drsné metody, kdy lovil ryby dynamitem, brutálně zacházel s posádkou i místními obyvateli a většinu objevených domorodých artefaktů si jednoduše přivlastnil pod pohrůžkou použití střelných zbraní.
V roce 1880 vydal o svých cestách knihu Alla Nuova Guinea, quello che ho veduto e quello che ho fatto. Dožil v ústraní, věnoval se lovu a byl propagátorem pohřbů žehem. Je po něm pojmenována krajta Albertisova.